# Епархия Гомы
Епархия Гомы (лат. Dioecesis Gomaensis) — епархия Римско-Католической Церкви с центром в городе Гома, Демократическая Республика Конго. Епархия Гомы входит в митрополию Букаву. Кафедральным собором епархии Гомы является церковь святого Иосифа в городе Гома.

## История
30 июня 1959 года Римский папа Иоанн XXIII издал буллу Qui hominum, которой учредил апостольский викариат Гомы, выделив её из апостольский викариат Букаву (ныне — архиепархия Букаву).
10 ноября 1959 года апостольский викариат Гомы был преобразован в епархию буллой Cum parvulum Римского Папы Иоанн XXIII.

## Ординарии епархии
- епископ Joseph Mikararanga Busimba (1960—1974);
- епископ Faustin Ngabu (1974—2010);
- епископ Théophile Kaboy Ruboneka (2010 — по настоящее время).

## Источник
- Annuario Pontificio, Libreria Editrice Vaticana, Città del Vaticano, 2003, ISBN 88-209-7422-3
- Булла Qui hominum, AAS 52 (1960), стр. 70 (лат.)
- Булла Cum parvulum, AAS 52 (1960), стр. 372 (лат.)